# Svenska läromedel
Ej att förväxla med finländska Editum, som ursprungligen hette Ab Svenska Läromedel.
Svenska läromedel var branschorganisation för svenska läromedelsföretag som gav ut tryckta och digitala läromedel. Organisationen främjade medlemsföretagens uppdrag att utveckla och tillhandahålla läromedel och kurslitteratur för förskolan, skolan, högskolan och övriga delar av utbildningsväsendet. 
Svenska läromedel förvaltade avtalslicenser, för branschstatistik, bevakade medlemsförlagens upphovsrätt och förde dialog med andra skolaktörer. 
Organisationen bestod av den ideella föreningen Föreningen svenska läromedel (FSL) och det av föreningen helägda aktiebolaget Svenska läromedel service AB.
Organisationen deltog i internationellt arbete i Educational Publishers Forum inom International Publishers Association och i Federation of European Publishers.